# Galepsus angolensis
Galepsus angolensis är en bönsyrseart som beskrevs av Werner 1907. Galepsus angolensis ingår i släktet Galepsus och familjen Tarachodidae. Inga underarter finns listade i Catalogue of Life.